# Miss Tourism Queen International
Miss Tourism Queen International is een jaarlijkse internationale missverkiezing voor jonge vrouwen uit toeristische streken. De wedstrijd behoorde in 2011 tot de vijf grootste missverkiezingen ter wereld en is een organisatie van Exclusive Resources Marketing Pte Ltd. uit Singapore. De verkiezing werd in het leven geroepen door Charlie See en in 1993 voor het eerst gehouden in Sri Lanka. Het is de bedoeling van de missverkiezing om het toerisme, de cultuur en de mode van de deelnemende landen en regio's te promoten. In 2008 zouden meer dan 120 kandidates, waaronder een Belgische en een Nederlandse, naar de titel dingen. De Miss Tourism Queen International-verkiezing werd al in verschillende landen wereldwijd gehouden. In 2004 werd besloten de wedstrijd gedurende vijf jaar in de Chinese stad Xitang te houden in april.

## Winnaressen
| Jaar | Winnares                  | Land          | Gastland      |
| ---- | ------------------------- | ------------- | ------------- |
| 2019 | Mononoke Woo              | China         | China         |
| 2018 | Camila Reis               | Brazilië      | Thailand      |
| 2017 | Niet gehouden             | Niet gehouden | Niet gehouden |
| 2016 | Namshir Anu               | Mongolië      | China         |
| 2015 | Nathalie Mogbelzada       | Nederland     | China         |
| 2014 | Niet gehouden             | Niet gehouden | Niet gehouden |
| 2013 | Alisa Miskovska           | Letland       | China         |
| 2012 | Niet gehouden             | Niet gehouden | Niet gehouden |
| 2011 | Kantapat Peeradachainarin | Thailand      | China         |
| 2010 | Niet gehouden             | Niet gehouden | Niet gehouden |
| 2009 | Ekaterina Grushanina      | Rusland       | China         |
| 2008 | Silvia Cornejo Cerna      | Peru          | China         |
| 2007 | Olga Zarubina             | Rusland       | China         |
| 2006 | Justine Gabionza          | Filipijnen    | China         |
| 2005 | Nikoletta Ralli           | Griekenland   | China         |
| 2004 | Zabina Abdul Rashid Khan  | India         | China         |
| 2003 | Anu Maarit Pekkarinen     | Finland       | Rusland       |
| 2002 | Oleksandra Nikola Yenko   | Oekraïne      | Sri Lanka     |
| 2001 | Liriomel Ramos            | Venezuela     | Griekenland   |
| 2000 | Saralua Tanja             | Portugal      | Griekenland   |
| 1999 | Natalia Gourkova          | Bulgarije     | Griekenland   |